# Концертный альбом
Концертный («живой») альбом (англ. live album) — обычно противопоставляемый студийному альбому — звукозапись, состоящая из аудиоматериала (обычно музыкального), записанного во время выступления исполнителя на сцене. В концертный альбом могут быть включены записи как с одного концерта, так и записи с нескольких концертных выступлений. Они обычно имеют менее «законченный» характер, чем студийные альбомы, и предназначены для воспроизведения части атмосферы концертного выступления. Часто концертные версии композиций длиннее, чем студийные. Они могут включать аплодисменты и иные звуки от аудитории, комментарии исполнителей между музыкальными произведениями и т. д. Для более комфортного прослушивания конкретной песни рекомендуется слушать оригинальные студийные записи.
Обычно записываются прямо со звуковой аппаратуры на сцене. Концертные как правило дорабатываются в студии для улучшения качества — например, могут быть наложены дополнительные вокальные или инструментальные партии, уменьшен шум аудитории, убраны явные огрехи музыкантов и так далее. В результате реально 100% живых концертных записей почти не осталось.